# Enca Haxhia
Ruensa Haxhiaj, née le 19 octobre 1995 à Tirana, connue sous le nom d’Enca Haxhia ou plus simplement d’Enca, est une chanteuse et compositrice albanaise. Elle est devenue célèbre après avoir publié A po t'pëlqen en 2014, recueillant plus de 100 000 vues sur YouTube en moins de 24 heures.
Enca Haxhia a fait ses débuts en musique en 2012 avec The Best Of et Kjo Verë. Elle a ensuite rejoint Big Basta à Kënga Magjike et a continué à travailler avec d’autres grands artistes. Elle a participé au Top Fest à deux reprises et a atteint la demi-finale à sa deuxième tentative. Elle a également participé aux Zhurma Show Awards en 2016, où elle a remporté quatre prix, dont la première place. 

## Jeunesse et carrière
Ruensa Haxhiaj est née le 19 octobre 1995 à Tirana dans une famille orthodoxe albanaise. Elle a commencé par poster des covers d'artistes tels que Lady Gaga, Jessie J, Rita Ora et autres sur YouTube. Elle a commencé à utiliser Keek, un média social pour les statuts vidéo, et a acquis sa propre base de fans.  Elle a chanté de courtes parties de diverses chansons, posté des vidéos de sa vie quotidienne, etc.  Elle a également participé au spectacle télévisé The Voice of Albania dans lequel elle a échoué deux fois de suite à passer les auditions à l'aveugle. Bien que ses débuts n'aient pas suscité beaucoup de réactions, elle a continué à travailler sur sa carrière solo, mais elle a figuré dans de nombreuses chansons de grands artistes, principalement des rappeurs.  Elle a participé à Top Fest à deux reprises, en 2013 et 2014. Aux "Zhurma Show Awards" de 2016, Enca a remporté quatre prix, dont celui de « Best Pop », « Best Female » avec le clip Dreq et « Internet Prize Best Video » avec le clip Bow Down avec le rappeur albanais Noizy. 